# Jean Ferreira Narde
Jean Ferreira Narde, meglio noto solo come Jean (Feira de Santana, 18 novembre 1979), è un ex calciatore brasiliano, di ruolo difensore.

## Caratteristiche tecniche
Gioca come difensore centrale.

## Carriera

### Club
Jean iniziò la carriera nel 2000 nel San Paolo, dove non era visto di buon occhio dai tifosi. Con il tricolor paulista vinse il Campionato Paulista 2000, il Torneo Rio-San Paolo 2001 e il Supercampionato Paulista 2002. Fu ceduto quindi in Russia, alla Dinamo Mosca prima e al Saturn dopo. All'inizio del 2008 venne mandato in prestito al Grêmio.
Arrivato al club di Porto Alegre, dovette rimanere in panchina spesso in quanto i titolari erano Léo e Pereira; il 10 dicembre 2008 fu annunciato il suo trasferimento al Corinthians.
Ancora una volta, nel Corinthians è una riserva.

## Palmarès
- Campionato paulista: 2

San Paolo: 2000
Corinthians: 2009
- Torneo Rio-San Paolo: 1

San Paolo: 2001
- Supercampeonato Paulista: 1

San Paolo: 2002
- Coppa del Brasile: 1

Corinthians: 2009
- Campionato Carioca: 1

Flamengo: 2011